# Horváth Kálmán (színművész)
Horváth Kálmán (Győr, 1877. október 16. – Budapest, Erzsébetváros, 1948. december 26.) operetténekes, színész és színigazgató.

## Életútja
Horváth Ignác kereskedő és Singer Terézia fiaként született. A gimnázium négy alsó osztályának elvégzése után kereskedelmi iskolában folytatta tanulmányait, mert szülei jó kereskedőt szerettek volna nevelni belőle. Azonban a színi pályát választotta és Dobó Sándor győri színtársulatánál lépett először a világot jelentő deszkákra. Innen merész ívben lendült előre pályája. A siker állandó kísérője volt a jó megjelenésű fiatal színésznek, aki csakhamar Nagyváradra került Somogyi igazgató társulatához, ahol egy csapásra hódította meg a kényes ízlésű közönséget. Sikert-sikerre halmozott és mikor Beöthy László, a Király Színház igazgatója Budapestre szerződtette, a Király Színház híres gárdájában is az elsők közé került. Ebben az időben Kacsóh Pongrác János vitéze dominálta a Király Színház műsorát és egész Budapest lángolt Fedák Sári nagyszerű alakításáért, aki belefáradva a folytonos játékba – a darab kétszázadik előadása után – egy pár napi pihenés után vágyott. A darab azonban még a siker zenitjén állott és az okos színházi politika nem tartotta helyesnek, hogy a darab előadásának diadalmas sorozatát megszakítsa. Fedák szerepét tehát Horváth Kálmán vette át, aki annyi új, eredeti színnel gazdagította Kukorica Jancsi szerepét; ő is 116-szor játszotta el egyfolytában – táblás házak tomboló sikere mellett. Sikerét fokozta Kada Elek »Helyreasszony« c. népszínművében és együtt ünnepelték Blahánéval, mint Budapest kedvencét. A Király Színháztól a Magyar Színház hódította el a népszerű kedvencet és A víg özvegy Danilójaként újabb döntő sikert aratott; majd mikor Zilahy Gyula, a Nemzeti Színház művésze került a debreceni színház élére mint igazgató, Horváth Kálmánt Debrecenbe szerződtette. Széles terjedelmű játékskálája tulajdonképpen itt érvényesült a legfényesebben, amennyiben a régi klasszikus operettekben is csillogtathatta, tudását. »Rip van Winkle«, a »Cornevillei harangok« Henry márkija, a »Boszorkányvár« Andrisa mind felérhetetlen alakításai voltak Horváth Kálmánnak a debreceni közönség szemében. 1918. szeptember 1-jén átvette az Ungvár – Munkács – Beregszász városokból álló színikerület igazgatását és 1927-ig, tehát a cseh fennhatóság alatt is, nagyszerű produktív munkát végzett. Mint színigazgató valóban nagy kultúrmunkát végzett, a négy hónapos ungvári szezon alatt nyolc operai előadást tartott. Híres volt, mint »beugró« színész és ezt a tehetségét a legfényesebben dokumentálta Budapesten, a Városi Színházban, amikor is a Smetana-centenárium díszelőadása alkalmával a beteg Venczell Béla szerepét az előadás délutánján vette át az »Eladott menyasszony« című operában és este a legfényesebben állotta meg helyét. 1948-ban hunyt el szívgyengeségben. Neje Fisch Lucy volt. Egyetlen leányuk, Horváth Józsa (Mädy) színművésznő és mozdulatművésznő 25 éves korában, 1945. augusztus 27-én hunyt el.
Sírja a Kozma utcai izraelita temetőben található.

## Fontosabb szerepei
- Danilo (Lehár Ferenc: A víg özvegy)
- Rip van Winkle (Planquette)
- Andris (Millöcker: Boszorkányvásár)